# Cingle de la Coma
El Cingle de la Coma, és una cinglera del terme municipal de Tremp, del Pallars Jussà, dins de l'antic terme de Vilamitjana.
Està situat a llevant de la ciutat de Tremp, en el vessant nord-occidental de la Serra dels Nerets, a l'esquerra de la Noguera Pallaresa.